# Propylées (acropole d'Athènes)
 (mai 2018).
Si vous disposez d'ouvrages ou d'articles de référence ou si vous connaissez des sites web de qualité traitant du thème abordé ici, merci de compléter l'article en donnant les références utiles à sa vérifiabilité et en les liant à la section « Notes et références ».
Pour les articles homonymes, voir Propylée.
Les Propylées (en grec moderne : Προπύλαια) sont un monument constituant l'entrée principale de l'acropole d'Athènes. Les Propylées, comme les autres monuments d'Athènes, ont eu une histoire agitée. Ils ont été successivement palais épiscopal, résidence des ducs francs d’Athènes, palais florentin et dépôt d’armes turc.

## Étymologie
Dans la Grèce antique, le mot au singulier, un propylée (πρόπυλον / προπύλαιον), désignait un vestibule simple situé en avant d’une entrée de sanctuaire, de palais ou d'agora ; au pluriel, des propylées (nom masculin) (πρόπυλα / προπύλαια) sont des entrées monumentales de structure beaucoup plus complexe, comme à Éleusis, Corinthe, Épidaure ou Athènes.

## Construction
Dans les plans de Périclès, la construction des Propylées devait suivre celle du Parthénon. Ils devaient constituer une entrée monumentale sur l'acropole, un complexe de temples, et couronner le chemin escarpé menant au sommet de la ville haute par son flanc sud. Les Propylées devaient remplacer le propylée simple construit sous Pisistrate. Commencés en -437, ils ne furent jamais achevés, les travaux ayant été interrompus en -432, un an avant le déclenchement de la guerre du Péloponnèse.

## Architecture
Les Propylées comprenaient un bâtiment central, vaste vestibule de forme rectangulaire, et deux ailes latérales. Parmi les cinq portes de la partie centrale, celle du milieu donnait accès à la Voie sacrée que suivaient les processions des Panathénées. Selon Aristophane, les cinq portes étaient fermées par de lourds vantaux de bois.
L’architecte (Mnésiclès) a associé l'ordre dorique et l'ordre ionique, à l’instar du Parthénon. Les façades étaient doriques, tandis que deux rangées de colonnes de style ionique divisaient le vestibule central en trois parties. Le plafond était sans doute peint en bleu et décoré d’étoiles.
L’aile nord, la pinacothèque, fut la première galerie de peinture au monde. On y trouve des peintures sur bois réalisées par de grands artistes de l'époque, parmi lesquels Polygnote (Ve siècle av. J.-C.), auteur de compositions mythologiques.
L’aile sud, plus petite, se composait d’une salle, qui menait à l'ouest, au « Temple d'Athéna Nikè », « la Victoire ». Ce temple, construit par Callicratès aux alentours de 420 av. J.-C., était de style ionique et ne comportait qu’une chambre contenant la statue du culte, reproduction d’une ancienne statue en bois. Les frises décrivaient une assemblée de dieux et des scènes de batailles. Cet édifice religieux, très élégant, fut démonté par les Turcs Ottomans en 1687.
La présence de protubérances (bosses) sur des colonnes non sculptées montre les emplacements servant de prise aux cordes pour soulever les blocs et les reposer.
Les Propylées franchis, le visiteur antique trouvait sur sa gauche plusieurs bâtiments administratifs ou logements, parmi lesquels la maison des Arrhéphores. En face, majestueuse et haute de plus de 9 mètres, se dressait la statue d’Athéna Promachos, ou plus exactement, Athéna Enhoplos, c'est-à-dire « en armes ». Sur sa droite, le visiteur découvrait le petit sanctuaire d’Artémis Brauronia et celui d’Athéna Ouvrière, et enfin le majestueux Parthénon.
Les Propylées furent construits en marbre du Pentélique à partir du soubassement. Toutefois, l’architecte a aussi utilisé du marbre bleu d’Éleusis. L’ensemble a coûté une fortune colossale. 

## Histoire post-classique
En contrebas du chemin menant aux Propylées, les Romains ont construit au IIIe siècle la porte Beulé (du nom de l’archéologue français qui la découvrit en 1853 sous un bastion turc).
Au cours de la période byzantine, l'aile nord a servi de résidence l'archevêque[réf. incomplète] tandis que l'aile sud était transformée en église.
Après la conquête d'Athènes par les Croisés en 1204, les fortifications des Propylées ont été renforcées et la porte Beulé murée ; un accès à la fontaine Clepsydre a de nouveau été aménagé.
Au cours de la période florentine, au milieu du XVe siècle, l'accès au bâtiment central fut muré, l'entrée sur le plateau de l'Acropole se faisant dorénavant en contournant l'aile sud.
En 1640, une explosion accidentelle détruisit une partie du plafond du bâtiment central[réf. incomplète]. Le bâtiment fut bombardé et endommagé au cours du siège d'Athènes par les Vénitiens en 1687[réf. incomplète].

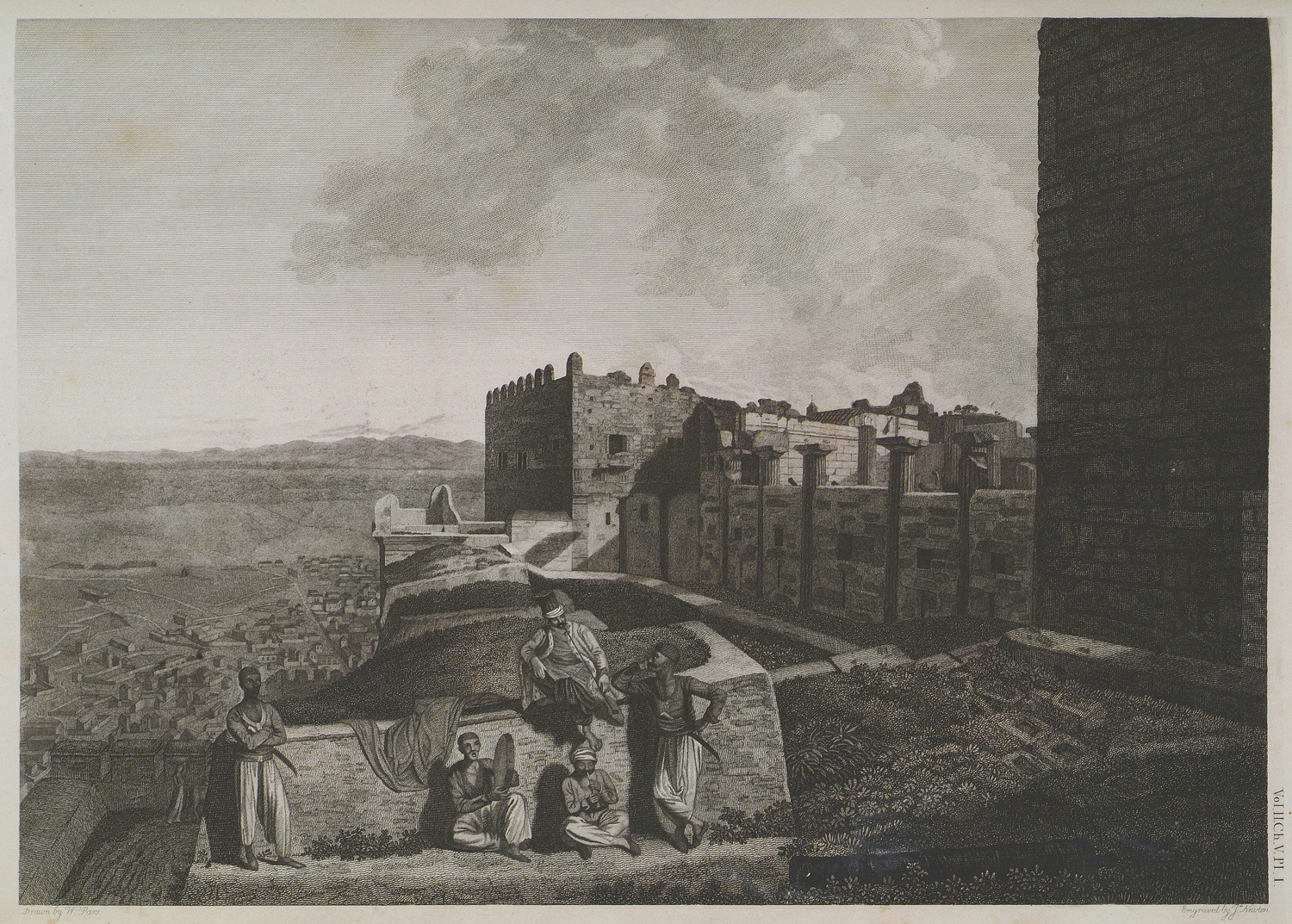
Vue de la façade ouest au milieu du XVIIIe siècle.

À une date inconnue 1699 et 1738, le bâtiment central fut réaménagé pour constituer une nouvelle batterie: les restes du fronton occidental et du plafond antique furent démolis et une nouvelle voûte plus basse construite afin d'installer des canons.

## Galerie

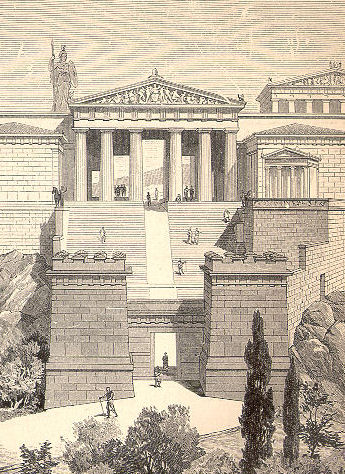
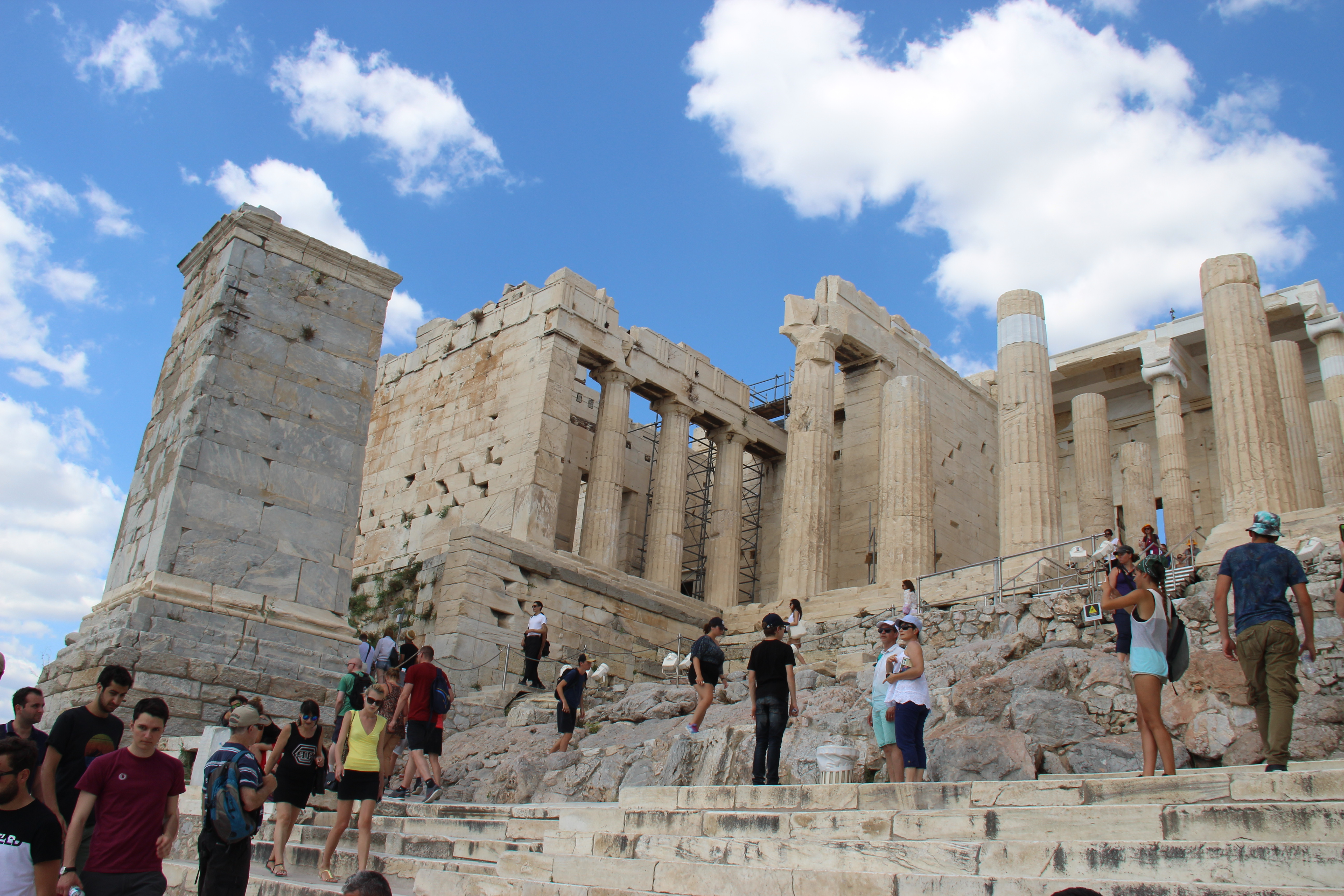
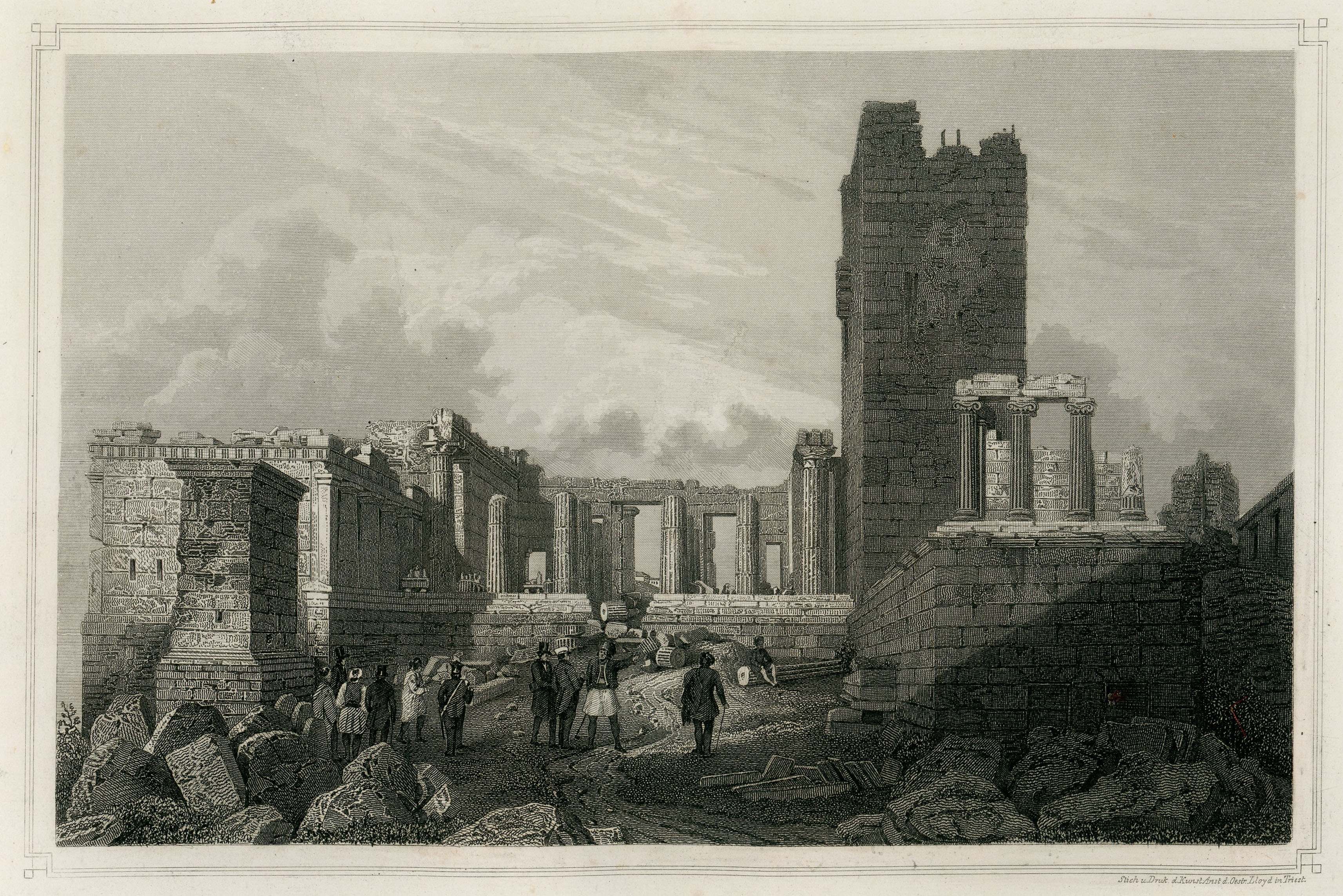
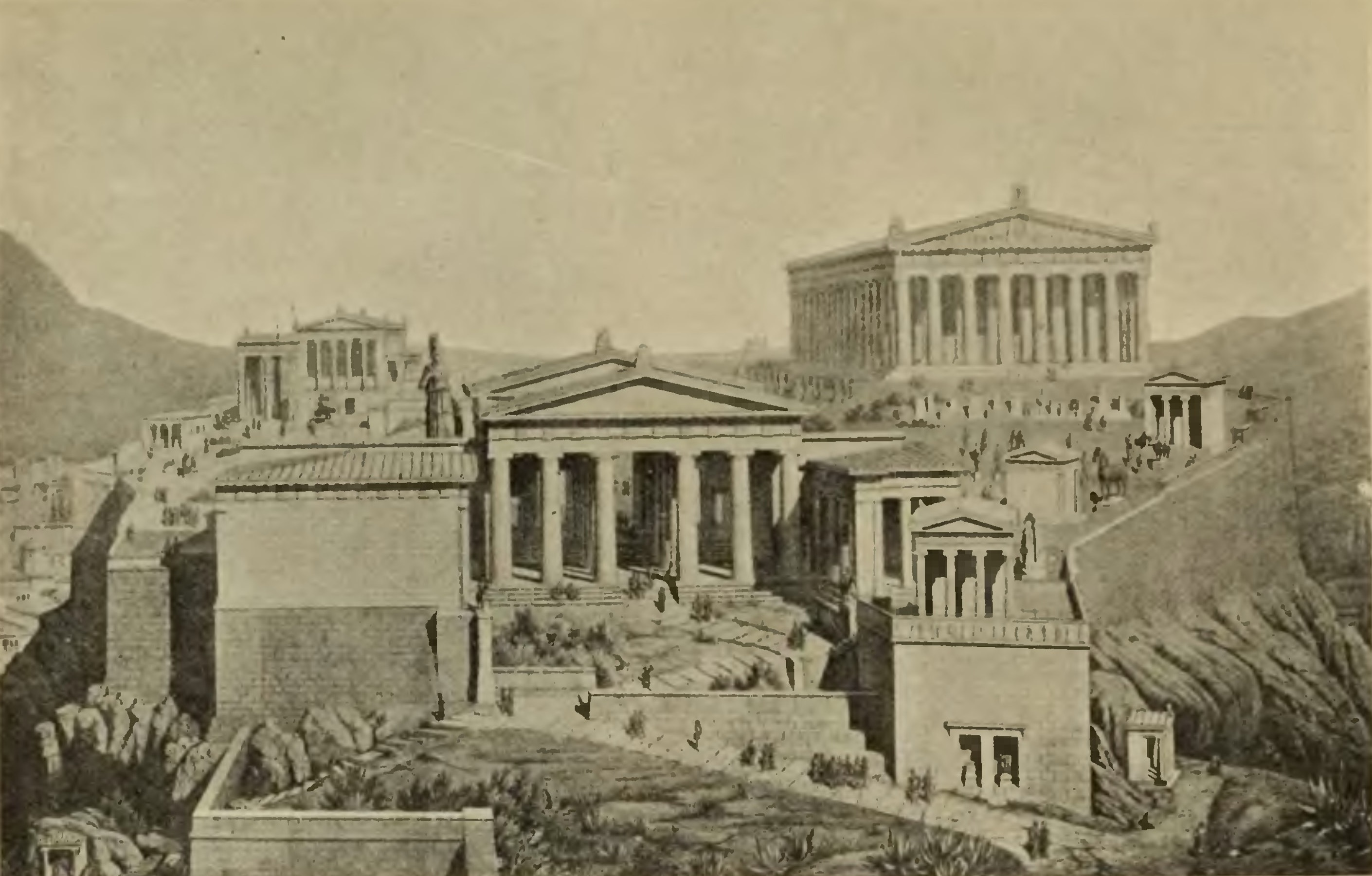

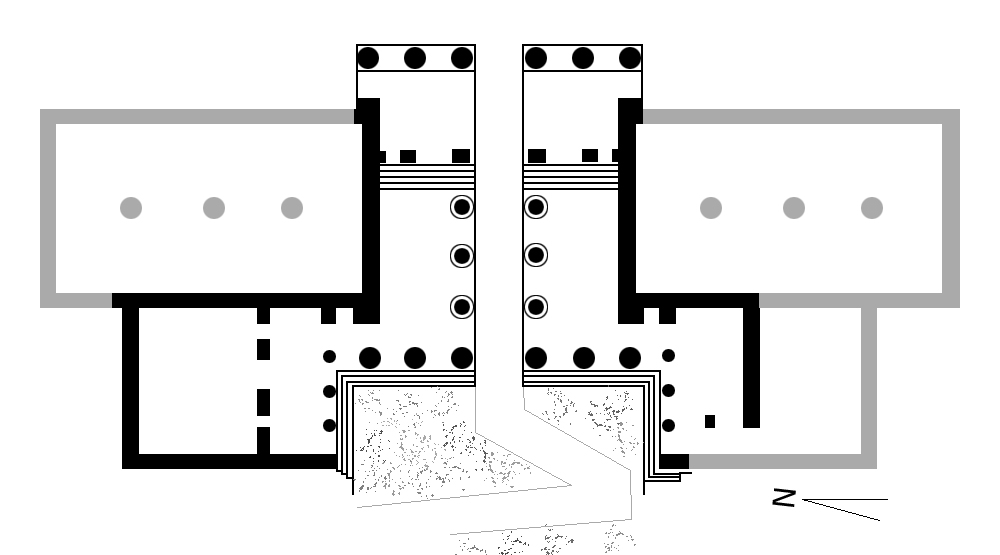
Plan des Propylées.
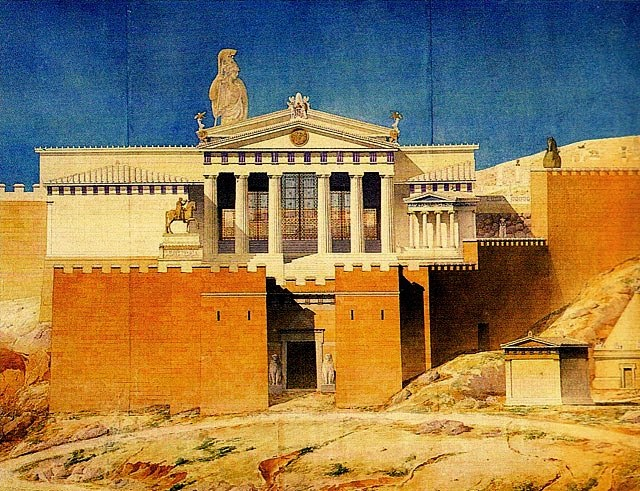
Les Propylées, reconstitution du XIXe siècle.
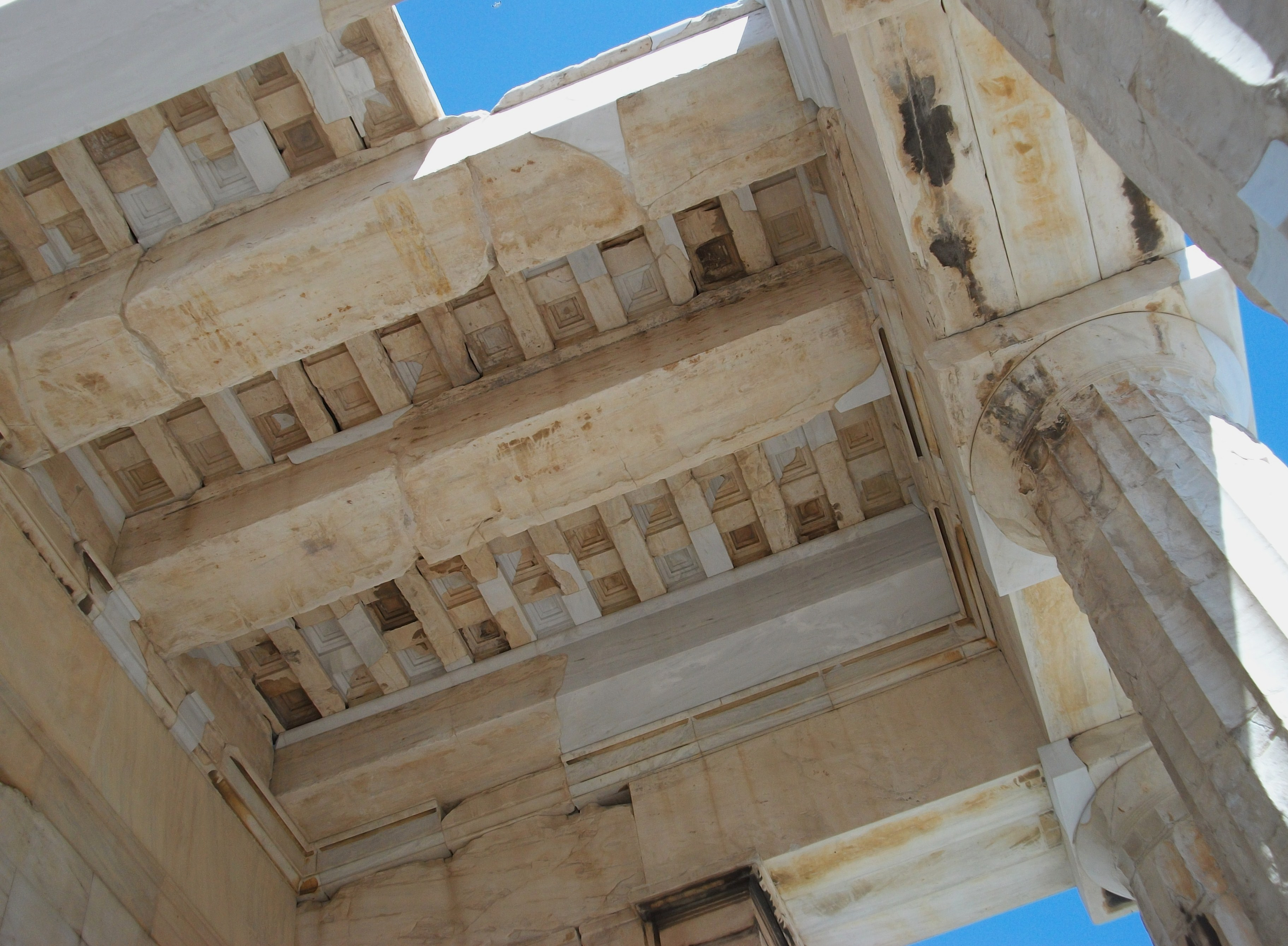
Voute en partie reconstituée, colonne dorique.
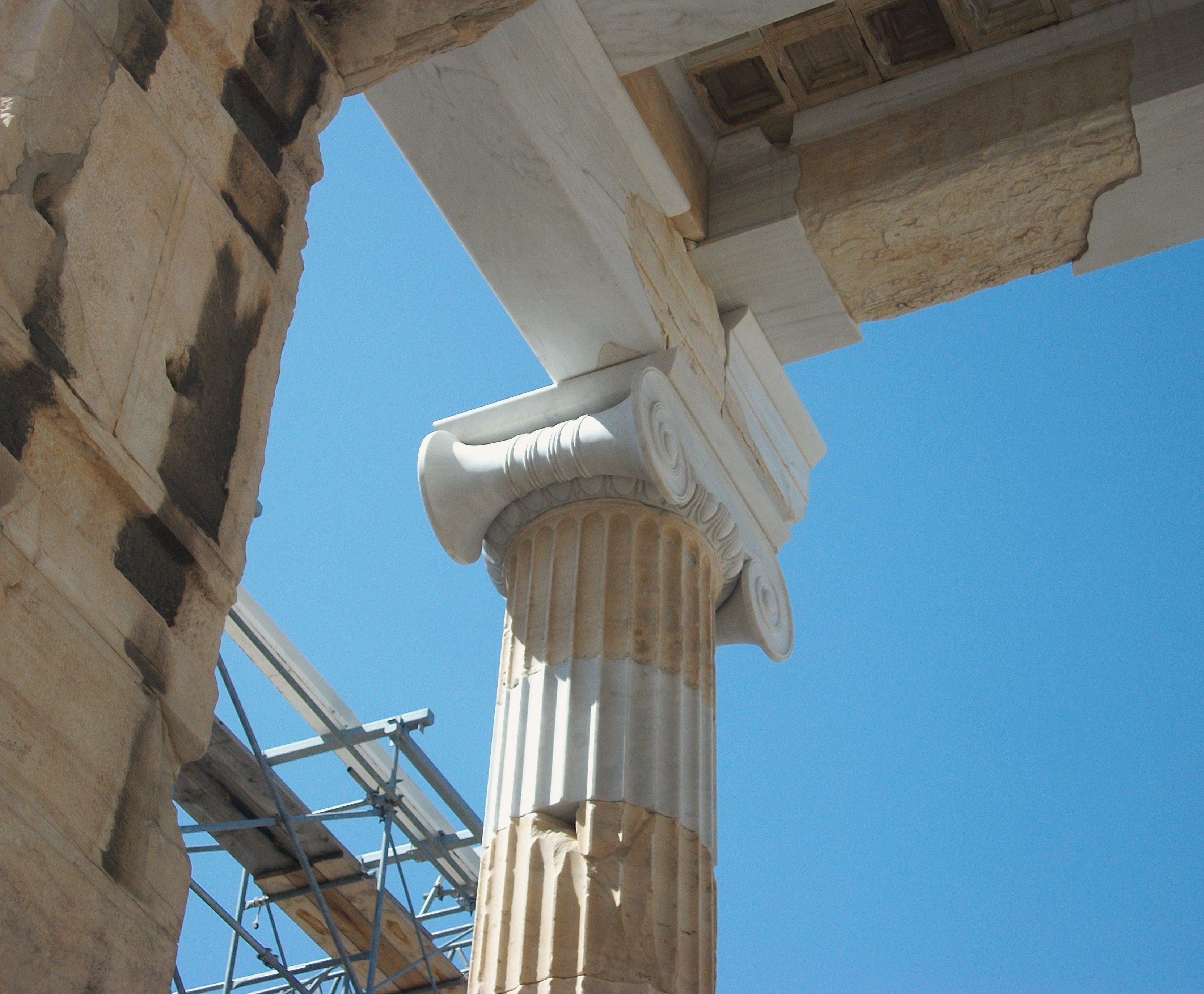
Ordre ionique.

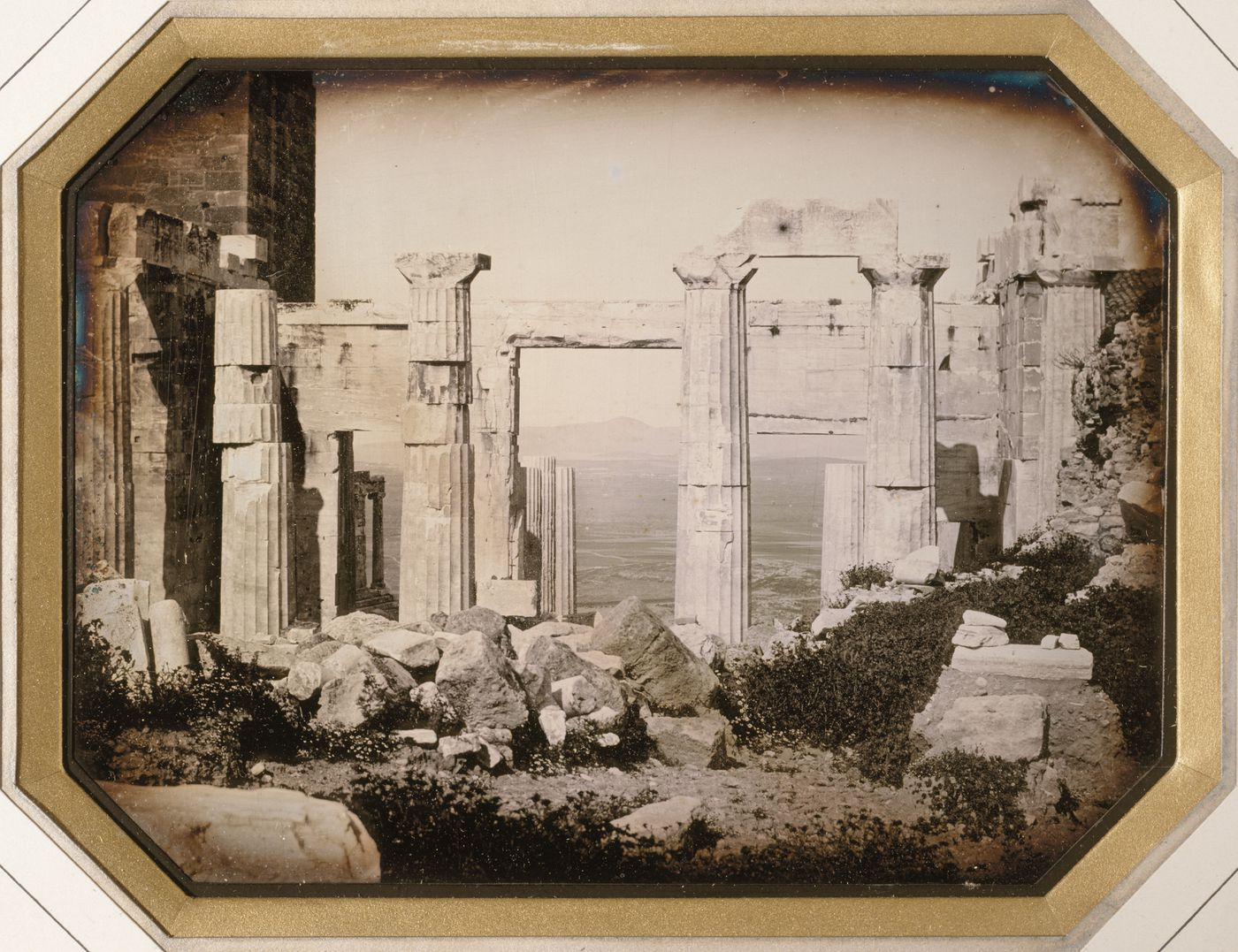
Jean-Baptiste Louis Gros, baron Gros, vue est, daguerréotype, mai juin 1850.
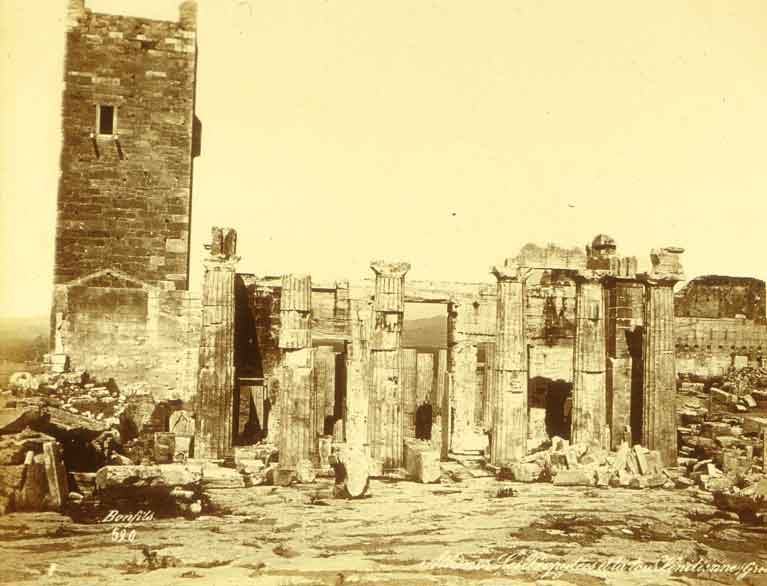
Vue est vers 1870, la tour franque est toujours là.
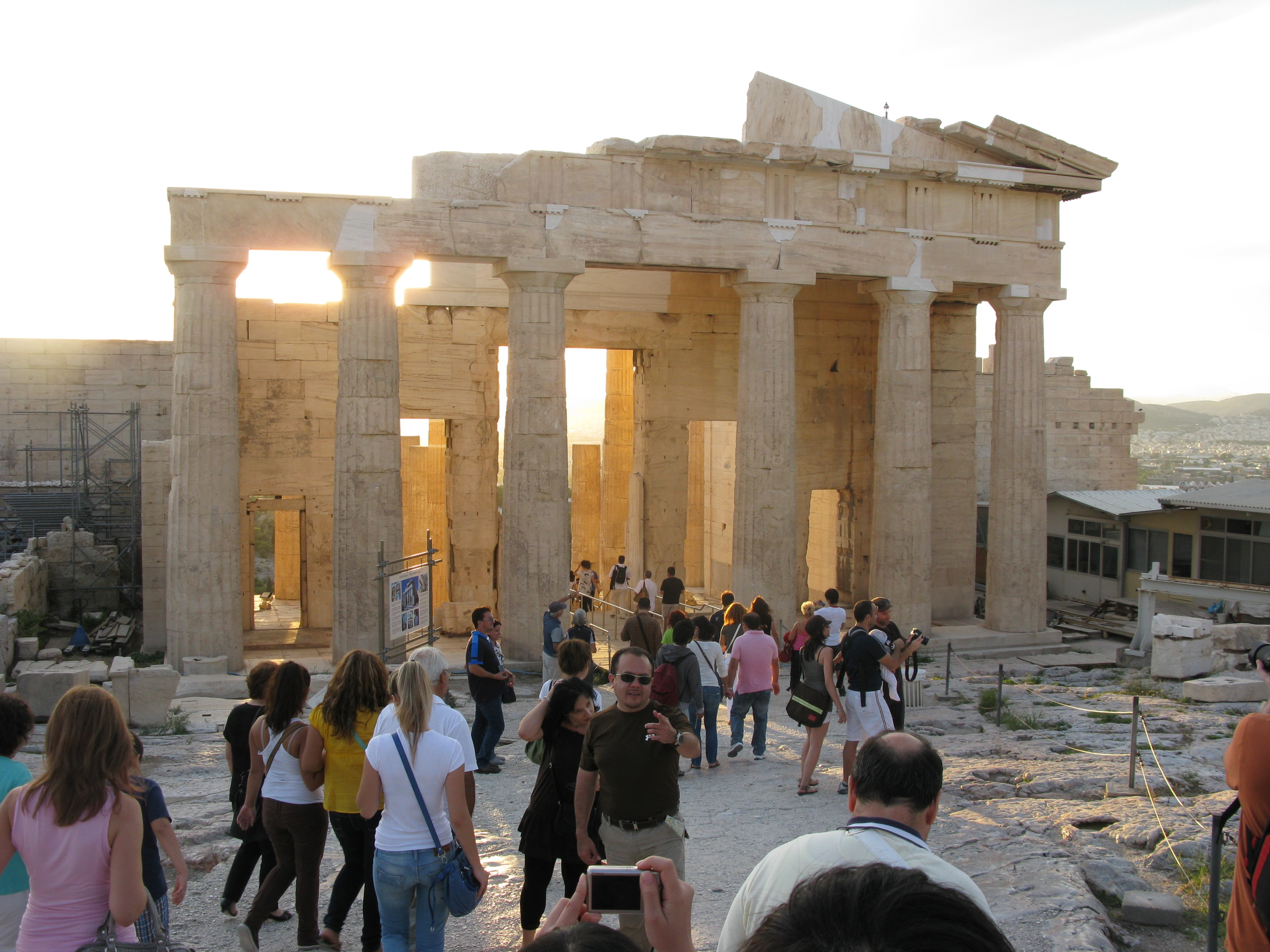
Vue est en 2010.
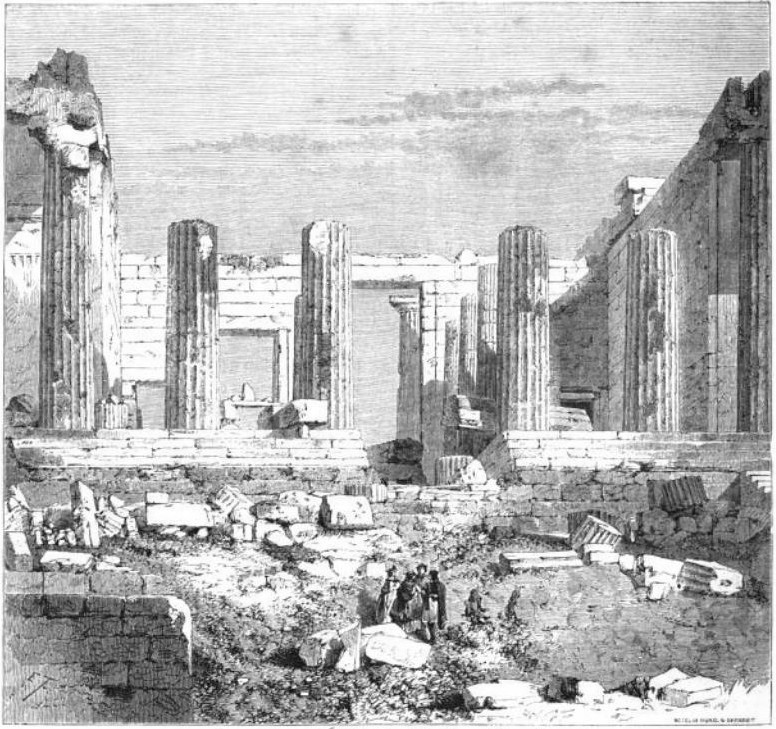
Vue ouest en 1860.
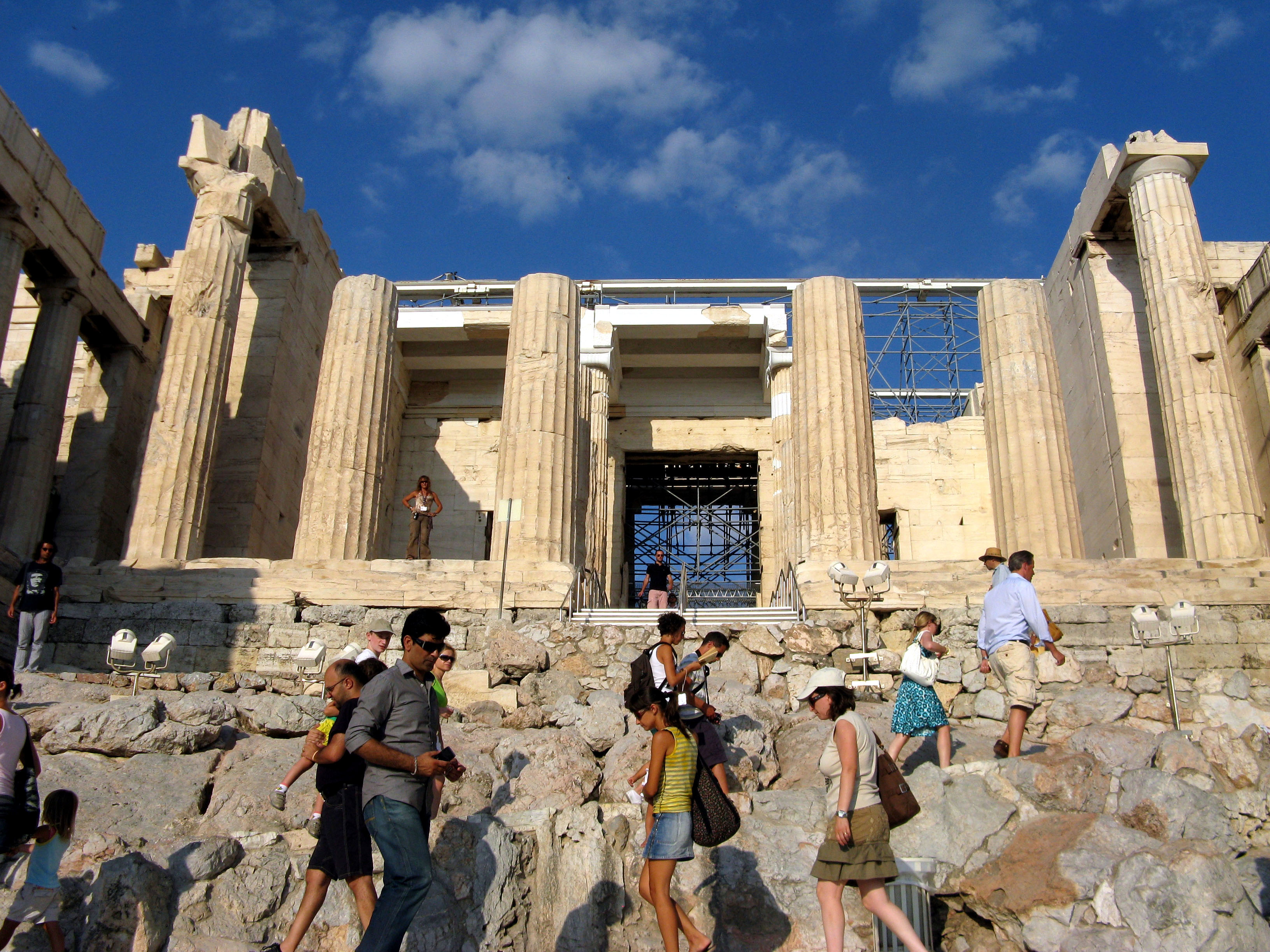
Vue ouest en 2009.